# 50
Rok 50 (L) byl nepřestupný rok, který podle juliánského kalendáře započal ve čtvrtek. V Evropě se v tu dobu používal kalendář podle Římského konzulu a psal se rok 803 Ab urbe condita.
Podle židovského kalendáře došlo k přelomu let 3810 a 3811. 

## Události
- Kolín nad Rýnem získává status města
- Římané zakládají město Utrecht na území dnešního Nizozemska a vybudují dřevěný most nad řekou Temže v Londýně
- Císař Claudius adoptuje Nera a jmenuje Heroda Agrippa II. guvernérem Chalkis

## Věda a umění
- Hérón Alexandrijský vynalezl parní turbínu (pravděpodobně)
- Pamfilus Alexandrijský napsal básnický lexikon
- Řecký objevitel Diogenes objevil Africká Velká jezera
- V Thesalonice určili rozdíl mezi chronickými nemocemi a akutními nemocemi

#### Náboženství
- Byl sepsán List Římanům jako součást Nového zákona
- Křesťanství bylo představeno obyvatelům Núbie královnou Juditou
- Apoštolové zakládají Apoštolský koncil v Jeruzalémě (přibližné datum)

## Narození
- Cchaj Lun, vysoký čínský úředník a ministr, který je v čínské tradici považován za vynálezce papíru

## Úmrtí
- Aulus Cornelius Celsus autor De Medicina (* cca 25 př. n. l.)
- Abgar V., král Osroéné (* ?)

## Hlavy států
- Papež – Petr (cca 30 – 64/65/66/67)
- Římská říše – Claudius (41–54)
- Parthská říše – Gótarzés II. (43/44–51)
- Kušánská říše – Kudžúla Kadphises (30–90)
- Čína, dynastie Chan (206 př. n. l. – 220 n. l.) – Kuang Wu-ti (25–57)